# Gerash
Gerash (en persa گراش, también latinizado como Gerāsh o Girāsh) es una ciudad y un distrito (baxš) urbano de Irán capital del shahrestan homónimo perteneciente a la provincia de Fars. La ciudad está situada a una altitud de 912 m s. n. m. Desde comienzos del siglo XIX ha tenido lugar la emigración de un gran número de gerashíes a otros países del golfo Pérsico. Según el censo oficial la ciudad contaba con una población de 27 574 habitantes en 2006 (con 6261 familias).